# 富譽控股
富譽控股有限公司，簡稱富譽控股（英語：Wealth Glory Holdings Limited，港交所：8269），在2001年，由當時主席李有蓮和行政總裁黃永發，於上海（總部）成立「瑞怡食品（上海）有限公司」。
現時董事會主席為黃家華，行政總裁康仕龍。業務在中國內地經營制造及销售新鲜面及干面，以及經營煤炭貿易。
股份在2010年10月14日於港交所創業板上市。配售價格為0.25港元，股份為1.6億股，集資額為4000萬港元。

## 連結
- lmfnoodle.com （页面存档备份，存于）